# We Found Love
A We Found Love Rihanna barbadosi énekesnő dala, hatodik, Talk That Talk című albumáról. A számon közreműködött Calvin Harris skót producer. A lemez első kislemezeként 2011. szeptember 22-én jelent meg, az Egyesült Királyságban a Capital FM-n debütált ugyanezen a napon. A kritikusokat megosztotta a dal, egyesek dicsérték Rihanna énekhangját, mások gyengének érezték a dalszövege miatt. A videóklipet Melina Matsoukas rendezte, 2011. október 19-én jelent meg, a kritikusok szerint mozifilmszerű a klip.

## Háttér
A mű producere Calvin Harris volt. A Loud nagy sikerei után az énekesnő először úgy gondolta, újra kiadja a lemezt bónusz dalokkal 2011. őszén: "A Loud-légkör folytatódik, új zenék lesznek hozzáadva a gyűjteményhez!!!" 2011. szeptemberében bejelentette, hogy a tervet mégsem valósítják meg: "Gondolkoztam egy bővített lemezen, de a Loud rendben van úgy, ahogy van!" Hozzátette, hogy rajongói kiérdemeltek egy teljesen új albumot. Rihanna később fokozta az izgalmat új dalával kapcsolatban, mikor Twitteren Calvinnek említette, hogy meghallgatta a kész verziót. A producer így válaszolt: "A szerelmet néha a legreménytelenebb helyeken találjuk meg...", ezzel a dalszöveg egy részére utalva.

## Élő előadások
Rihanna a dalt 2011. szeptember 23-án adta először elő, a Rock in Rio koncert során.

## Videóklip

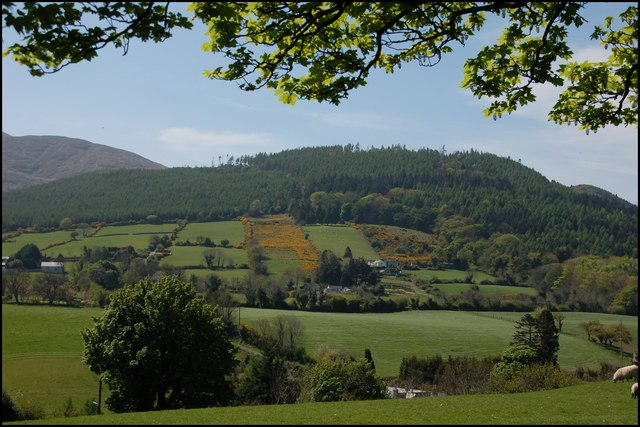
A Newcastle melletti erdő volt a forgatás egyik helyszíne.

A dalhoz tartozó videóklip forgatási munkálatai 3 napig, 2011. szeptember 26-tól 28-ig tartottak. A forgatás helyszíne az észak-írországi Bangor volt. A munkálatokat a környék közlekedésének rovására is mentek, hiszen sok arra járó betelefonált a BBC-nek, hogy közölje a hírt, ennek következtében rengetegen arra mentek, mivel egy pillantást akartak vetni az énekesnőre. Ugyanezen a napon már több kép került fel a világhálóra az énekesnőről. Alan Graham, a bangori mező tulajdonosa ellenszenvét fejezte ki a klipet illetően, ráadásul a forgatás leállítását kérte a stábtól, akik teljesítették kérését. 2011. szeptember 28-án Belfast városában folytatták a filmezést, ahol már sem fotósokat, sem rajongókat nem engedtek a környékre, a videót a lehető legtovább titokban tartják. A Rap-Up (weboldal) szerint a videó az Only Girl (In the World) klipjére hasonlít leginkább.  Rihanna az alábbi üzenetet tette közzé Twitter fiókján: "Csak a videón tudok gondolkodni, amit forgattunk! EGYSZERŰEN a legjobb videó amit eddig csináltam!" 
A kisfilm a Whosay.com weboldalon debütált 2011. október 19-én.

## Slágerlistás helyezések
| Slágerlista (2006)                | Legmagasabb helyezés |
| --------------------------------- | -------------------- |
| Ausztrál ARIA kislemezlista       | 2                    |
| Osztrák kislemezlista             | 4                    |
| Belga kislemezlista               | 3                    |
| Kanadai kislemezlista             | 1                    |
| Holland Top 40                    | 3                    |
| Finn kislemezlista                | 1                    |
| Francia kislemezlista             | 1                    |
| Német kislemezlista               | 1                    |
| IÍr kislemezlista                 | 1                    |
| Olasz kislemezlista               | 3                    |
| Új-Zélandi RIANZ kislemezlista    | 1                    |
| Norvég kislemezlista              | 1                    |
| Svéd kislemezlista                | 1                    |
| Svájci kislemezlista              | 1                    |
| UK kislemezslita                  | 1                    |
| USA Billboard Hot 100             | 1                    |
| USA Billboard Hot Dance Club Play | 1                    |

## Megjelenések
| Ország             | Dátum                | Formátum           | Kiadó           |
| ------------------ | -------------------- | ------------------ | --------------- |
| Egyesült Királyság | 2011. szeptember 22. | Rádiós premier     | Mercury Records |
| Egyesült Államok   | 2011. szeptember 22. | Digitális letöltés | Def Jam         |
| Olaszország        | 2011. szeptember 22. | Digitális letöltés | Universal Music |
| Ausztrália         | 2011. szeptember 22. | Digitális letöltés | Universal Music |
| Franciaország      | 2011. szeptember 22. | Digitális letöltés | Universal Music |
| Belgium            | 2011. szeptember 22. | Digitális letöltés | Universal Music |
| Kanada             | 2011. szeptember 22. | Digitális letöltés | Universal Music |
| Dánia              | 2011. szeptember 22. | Digitális letöltés | Universal Music |
| Új-Zéland          | 2011. szeptember 22. | Digitális letöltés | Universal Music |
| Norvégia           | 2011. szeptember 22. | Digitális letöltés | Universal Music |
| Hollandia          | 2011. szeptember 22. | Digitális letöltés | Universal Music |
| Spanyolország      | 2011. szeptember 22. | Digitális letöltés | Universal Music |
| Svédország         | 2011. szeptember 22. | Digitális letöltés | Universal Music |
| Svájc              | 2011. szeptember 22. | Digitális letöltés | Universal Music |
| Brazília           | 2011. szeptember 23. | Digitális letöltés | Universal Music |

## Fordítás
- Ez a szócikk részben vagy egészben  a   We Found Love című angol Wikipédia-szócikk fordításán alapul.  Az eredeti cikk szerkesztőit annak laptörténete sorolja fel. Ez a jelzés csupán a megfogalmazás eredetét és a szerzői jogokat jelzi, nem szolgál a cikkben szereplő információk forrásmegjelöléseként.